# آمیلیا رز بلیر
آمیلیا رز بلیر (انگلیسی: Amelia Rose Blaire؛ زادهٔ ۲۰ نوامبر ۱۹۸۷) بازیگر و تولید کننده محتوا در یوتیوب و توییچ اهل ایالات متحده آمریکا است. او ایفاگر شخصیت ویلا بورل در مجموعه تلویزیونی خون حقیقی و ایمی فِرارو در بازی ویدیویی کوانتوم بریک می‌باشد.
از دیگر فیلم‌ها یا مجموعه‌های تلویزیونی که وی در آن نقش داشته‌است، می‌توان به ۹۰۲۱۰، ادراک، گریم، روان‌کاو، آناتومی گری، جس استون: گمشده در پارادایس، ذهن‌های جنایتکار، تماس و فرشتگان در غبار ستاره اشاره کرد.